# Wielka Jaworzyna
Wielka Jaworzyna (czes. Velká Javořina, lokalnie też Velká Javorina, słow. Veľká Javorina) – masyw górski i najwyższy szczyt Białych Karpat (513.411), (970 m n.p.m.), fliszu Karpat Słowacko-Morawskich (Bielaw) w Zewnętrznych Karpatach Zachodnich, na pograniczu Moraw (wschodnie Czechy) i Słowacji.
Na terenie Słowacji znajduje się inny szczyt o tej samej nazwie, położony w Górach Czerchowskich we wschodniej Słowacji, stąd niekiedy spotyka się nazwę wyróżniającą Veľká Javorina Bielokarpatská.

## Budowa geologiczna i gleby
Pod względem geomorfologicznym Białe Karpaty należą do makroregionu Karpaty Słowacko-Morawskie (513.41-43), będących częścią Zewnętrznych Karpat Zachodnich (513) – zachodniej części zewnętrznego łuku Karpat Zewnętrznych.

Masyw Wielkiej Jaworzyny położony jest w południowo-zachodniej części Białych Karpat i zbudowany ze skał fliszowych o znacznej miąższości, w których rytmicznie powtarzają się warstwy piaskowca (pochodzącego z okresu od epoki górnej kredy do dolnego paleocenu) oraz drobnoziarnistych morskich osadów (łupków ilastych i margli). Masyw ma charakter górskiego krajobrazu erozyjno-denudacyjnego. Główną jego cechą jest znaczna powierzchnia obszarów o dużej różnicy wysokości i dużym nachyleniu terenu. Wypukłe formy ukształtowania terenu dominują nad wklęsłymi.
Najwyższe partie góry charakteryzują się stromymi stokami skierowanymi na północ i północny wschód i opadającymi do Kotliny Straňanskej (cz. Straňanská kotlina) o średniej wysokości 479 m n.p.m. Sam szczyt ma kształt szerokiego, płaskiego grzbietu, pokrytego łąką, a wierzchołek znajduje się po stronie słowackiej.
Charakterystycznym i bardzo częstym zjawiskiem w terenie o bardziej miękkim (gliniastym) gruncie są osuwiska, powodujące znaczne szkody w drzewostanie. Na kamienisto-glinianych stokach z osadów aluwialnych wykształciły się średnio-ciężkie kambisole (odmiana rędzin).

## Hydrologia
Cechą masywu jest wartki, potokowy nurt cieków wodnych, co charakteryzuje tereny o znacznych deniwelacjach. Istotna jest przewaga procesów erozji wodnej zboczy nad akumulacją.

Występują tu obficie źródła mineralne, których właściwości terapeutyczne wykorzystywane są w uzdrowisku Luhačovice. Na północno-zachodnim stoku z położonego na wysokości 856 m n.p.m. źródła wypływa potok Velička, będący lewym dopływem Morawy. Poprzez górę przebiega dział wodny Velički i Sviniarskego potoku (dorzecze Wagu).

## Klimat
Masyw leży w strefie klimatów umiarkowanych. Klimat środkowej i północno-wschodniej części Białych Karpat jest dość ciepły, na wyższych wysokościach chłodniejszy, jednak o wiele cieplejszy niż na porównywalnych wysokościach północnych i zachodnich Moraw. Pomimo że w Białych Karpatach przeważają suche wiatry południowo-wschodnie, zwłaszcza latem, to na najwyższych szczytach, takich jak Wielka Jaworzyna, przeważają wiatry północno-wschodnie, częstsze również w okresie letnim. Wiatry są przyczyną występowania silnej erozji wiatrowej. Opady atmosferyczne są zwykle bardziej obfite niż w południowych Morawach.

Partie wierzchołkowe Białych Karpat wokół Wielkiej Jaworzyny mają cechy klimatu górskiego. Średnia temperatura lipca wynosi tu 15–16 °C, stycznia od -3 do -4 °C, liczba dni letnich 10–30, liczba dni z przymrozkami od 140 do 160, średnioroczna suma opadów 850–1000 mm. Średnioroczna temperatura powietrza kształtuje się poniżej 6 °C.

## Przyroda i jej ochrona
Teren ten to jeden z najstarszych obszarów chronionych w Czechach, bowiem już w 1909 jego właściciele, Liechtensteinowie, zadeklarowali reżim ochrony podobny do dzisiejszego. Masyw Wielkiej Jaworzyny objęty jest prawną ochroną jako „chroniony obszar krajobrazowy”, czego polskim odpowiednikiem jest park krajobrazowy. Po stronie czeskiej jest to Chráněná krajinná oblast (CHKO) Bílé Karpaty (Obszar Chronionego Krajobrazu Białe Karpaty), po słowackiej Chránená krajinná oblasť CHKO Biele Karpaty. Dodatkowo zarówno po stronie czeskiej, jak i słowackiej wydzielono rezerwaty przyrodnicze: w Czechach w 1951 NPR Javořina, o najwyższej kategorii ochrony, obejmujący zachowany ekosystem lasu pierwotnego i górskiej łąki, od 2007 165,87 ha, a na Słowacji w 1988 PR Veľká Javorina, 82,98 ha. Oba objęto ochroną ścisłą, nie ingerując w naturalne procesy przyrodnicze; las podlega wyłącznie naturalnej renaturalizacji.

### Szata roślinna
Szczyt pokryty jest jedyną w Białych Karpatach murawą bliźniczkową z dominacją bliźniczki psiej trawki. Przed nawożeniem nawozami mineralnymi na początku lat 90. XX wieku występowała tu licznie kukułka bzowa oraz goryczuszka wczesna. Obecnie łąka wraca do stanu naturalnego, o czym świadczy znajdowanie storczycy kulistej oraz wierzbownicy okółkowej. Na skraju rezerwatu rośnie dzwonek szerokolistny, który ma tu jedyne w Białych Karpatach stanowisko.
Lasy masywu składają się głównie z rodzimych gatunków: jaworu (od którego góra wzięła swą nazwę), buka i jesionu. Drzewa są w podobnym wieku. Ze względu na surowy mikroklimat wierzchołka góry w najwyższych częściach występują drzewa o oryginalnym, pokręconym kształcie korony. Z rzadkich roślin stwierdzono tu m.in. alpejskiego modrzyka górskiego (Cicerbita alpina, jedyne stanowisko w Białych Karpatach). Rosną tu także m.in. przebiśniegi, miesiącznica trwała i kokorycze.

### Fauna
W lasach Wielkiej Jaworzyny występują jelenie, sarny, dziki. Czasami wędrują tu niedźwiedzie. Swe siedliska mają tutaj z rzadszych gatunków także chrząszcze – błękitna nadobnica alpejska i kozioróg bukowiec, żerujące w martwych częściach drzew – oraz rzadkie pająki m.in. Anelosimus vittatus z rodziny omatnikowatych, Tenuiphantes zimmermanni, Saloca kulczynskii z osnuwikowatych, a także mucha Phaonia czernyi.
Spośród ptaków podawane są m.in. dzięcioł białogrzbiety i muchołówka białoszyja. Wokół źródeł i strumieni leśnych występuje salamandra plamista i kumak górski.

## Wydobycie wapienia
U północno-zachodniego podnóża Wielkiej Jaworzyny od XVIII wieku wydobywano wapień, po zmieleniu dostarczany do istniejącej od 1797, a będącej własnością rodu Liechtensteinów huty szkła w pobliskiej Květnéj. W miejscu tym powstała górnicza osada Vápenky (dziś część gminy Nová Lhota). Obecnie dawne domki górników w stylu ludowym zostały objęte ochroną poprzez utworzenie „strefy pamiątkowej” (cz. památková zóna).

## Turystyka

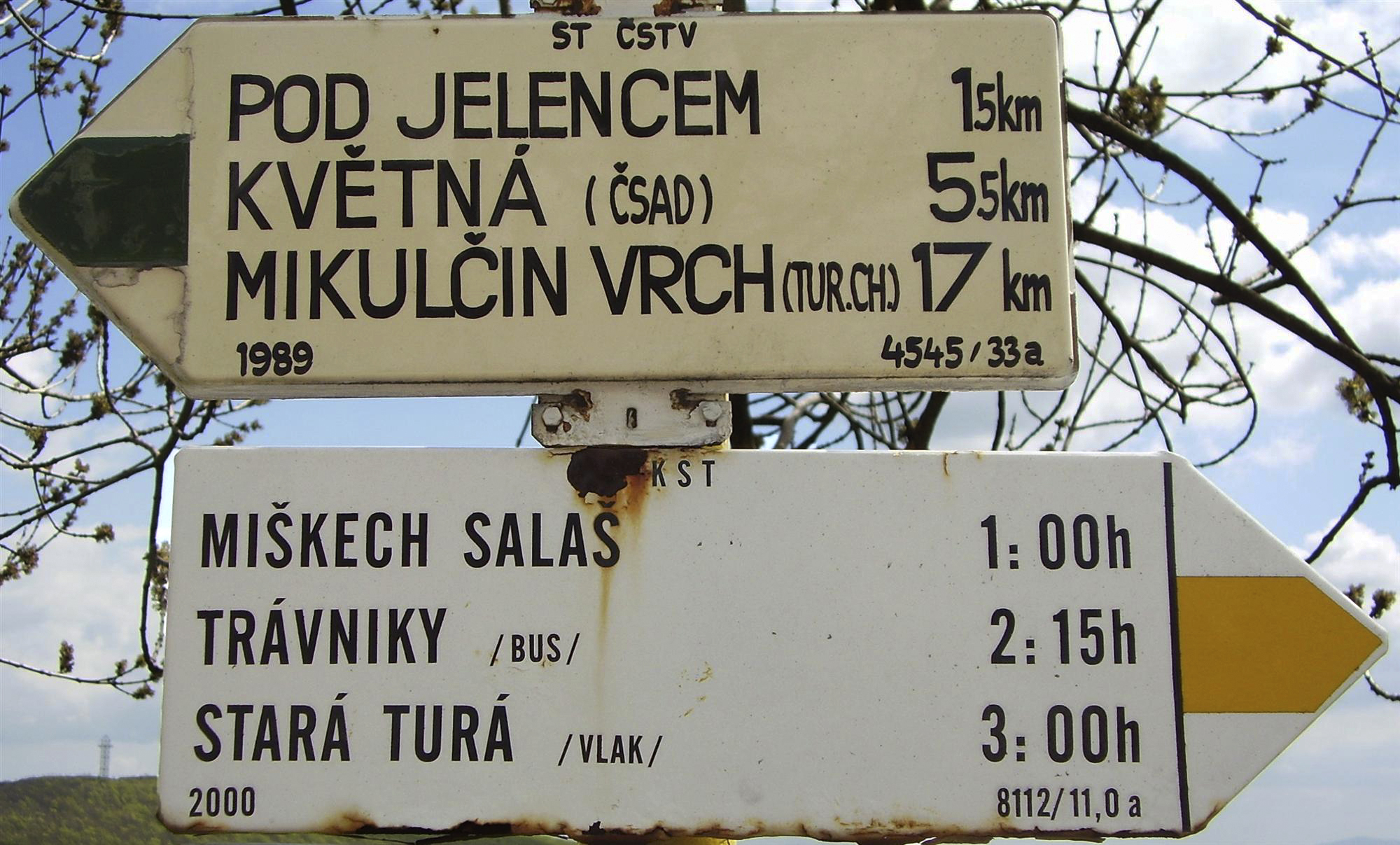
Drogowskaz przy schronisku Holubyho chata z widocznymi różnicami w znakowaniu szlaków turystycznych: czeskim (km) i słowackim (szacunkowy czas przejścia)

Na szczyt prowadzi kilka szlaków turystycznych, w tym okresowo biegnące wspólną trasą europejski szlak pieszy E8 oraz słowackie szlaki: czerwony (0701h) i Cesta hrdinov SNP, a także żółty szlak rowerowy z Lubiny (długość 9 km, przewyższenie 600 m), również szlaki czeskie. W czasach Austro-Węgier przez grzbiet prowadziła granica między częścią austriacką monarchii (w której skład wchodziło Królestwo Czech), a węgierską (w tym Słowacja). Pamiątką tych czasów jest jeden ze szlaków pod Jaworzyną, nazywany Maďarská cesta (pol. „węgierska ścieżka”). Korzystając z górskich ścieżek, w czasach II wojny światowej przez masyw przemycono około 2500 osób uciekających z terenów Protektoratu Czech i Moraw, zajętych przez III Rzeszę.
Ze szczytu przy dobrych warunkach widoczności widoczne są: na północy miasto Uherský Brod oraz Góry Wizowickie, a dalej Hostyńskie, a w kierunku północno-zachodnim Uherské Hradiště, Chrziby i Las Żdanicki. Na wschodzie widoczna jest dolina Wagu, za nią Góry Strażowskie, na południu Małe Karpaty.
Na zboczach znajdują się popularne ośrodki narciarskie, zwłaszcza po stronie słowackiej z największym wyciągiem o długości 730 m. Letnią i zimową bazą noclegową oraz miejscem wypadowym do wędrówek jest schronisko turystyczne Holubyho chata położone na wysokości 920 m n.p.m., którego patronem jest Jozef Ľudovít Holuby.

## Zagospodarowanie szczytu

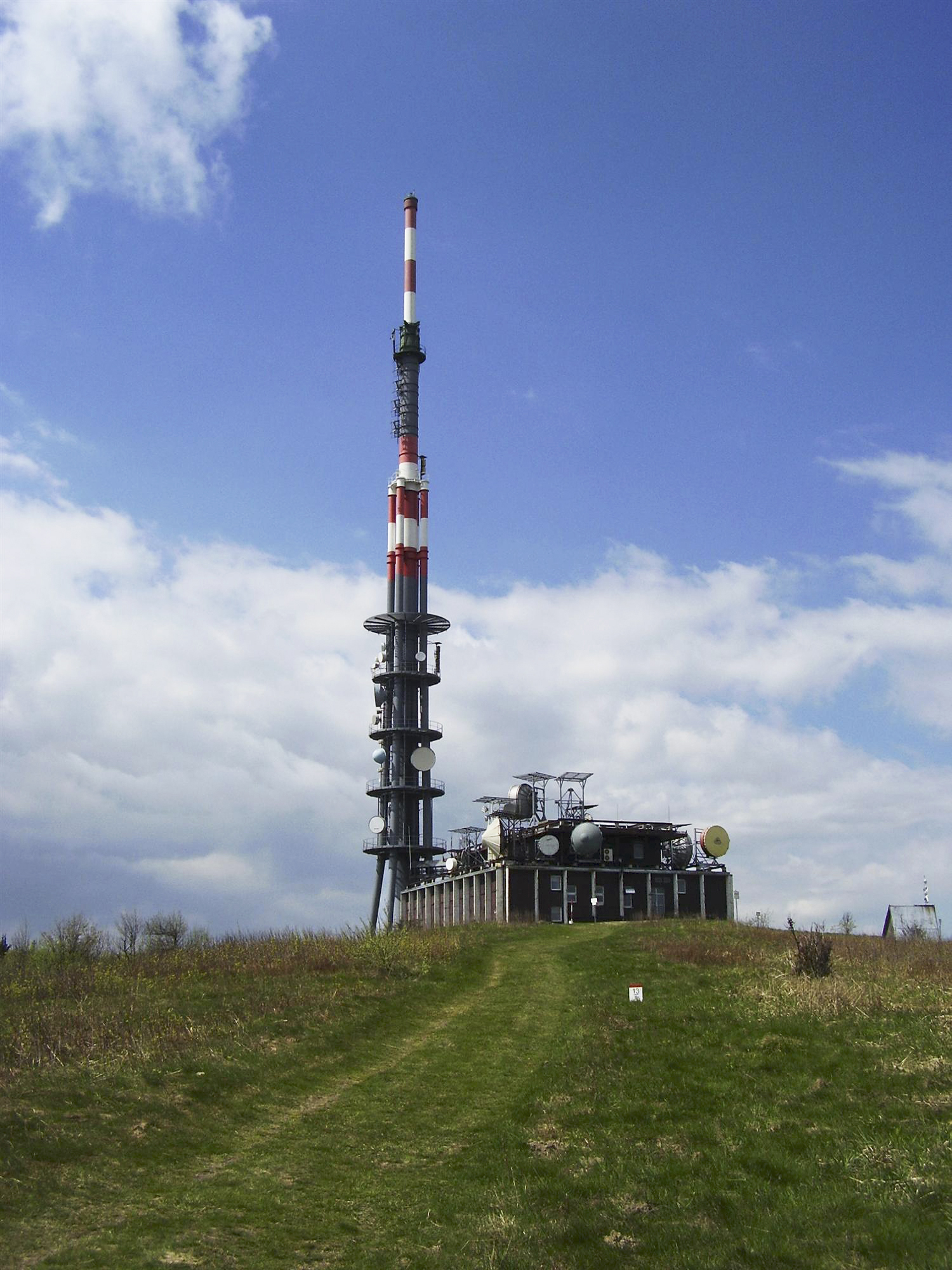
Nadajnik na szczycie Wielkiej Jaworzyny

Na szczycie znajduje się wieża o wysokości 134,5 m pełniąca funkcje: masztu radiowego, wieży telewizyjnej oraz wielu stacji przekaźnikowych telefonii komórkowej.
W sztolni nieopodal szczytu zlokalizowano w 1995 stację sejsmologiczną prowadzoną przez naukowców z katedry fizyki Ziemi Uniwersytetu Masaryka w Brnie we współpracy z Zentralanstalt für Meteorologie und Geodynamik (ZAMG) z Wiednia.

## Wydarzenia historyczne
W lipcu 1847 na Jaworzynie spotkała się grupa słowackich studentów, aby świętować wydanie pierwszego numeru (3. rocznika) pisma „Orol tatránski” (pol. „Tatrzański Orzeł”), literackiego dodatku (dwutygodnika) do pierwszego czasopisma w języku słowackim, „Slovenskje národňje novini”, redagowanego przez Ľudovíta Štúra. W następnym roku inny słowacki przywódca narodowy, Jozef Miloslav Hurban, odebrał na szczycie przysięgę ochotników walczących podczas powstania słowackiego przeciwko Węgrom, którzy nie chcieli uznać dążeń słowackich podczas Wiosny Ludów.

### Braterstwo Czechów i Słowaków
Odbywały się tu także patriotyczne spotkania Czechów, Słowaków i Morawian, dlatego Wielka Jaworzyna uważana jest za jeden z symboli dobrych stosunków między tymi narodami. Dowodem tego jest kamień na szczycie z cytatem z J.M. Hurbana: Tu bratia vždy sa stretať budú (słow.) (pol. „Tu bracia zawsze będą się spotykać”). 1 września 1945 na szczycie spotkało się 25 000 Czechów i Słowaków.
Corocznie w lipcu organizowane są wspólne imprezy („Slávnosti bratstva Čechov a Slovákov” (słow.)/„Slavnosti bratrství Čechů a Slováků” (cz.)) z bogatym programem (m.in. występy zespołów folklorystycznych z obu krajów, mażoretek, spotkania turystów na rowerach górskich). Oprócz tego do tradycji weszło także wchodzenie w każdy Sylwester zielonym szlakiem z Květnéj na „Vavrouškovą mogiłę” (kamień poświęcony Josefowi Vavrouškowi), położoną na przeciwległym wierzchołku Małej Jaworzyny. Po raz pierwszy spotkanie odbyło się w Sylwestra 1992 i było spontanicznym, społecznym protestem przeciw podziałowi Czechosłowacji, który nastąpił następnego dnia – 1 stycznia 1993 wbrew znacznej części opinii publicznej.

### Projekt kaplicy
Idei wsparcia braterstwa tych narodów miała być poświęcona kaplica Marii Panny, Matki Jedności, którą na szczycie chciał zbudować Sługa Boży ksiądz Antonín Šuránek bezpośrednio po II wojnie światowej. Dla tego pomysłu uzyskał on poparcie arcybiskupa Ołomuńca Leopolda Prečana. W okresie starania się o zgodę i poparcie ze strony ministerstwa rolnictwa i urzędów okolicznych gmin, 27 lipca 1947 odprawiono na szczycie pierwsze ekumeniczne nabożeństwo dla Słowaków, Czechów i Morawian. W trakcie schodzenia po nim Marie Málková z Nivnicy została zabita przez przewracające się podczas burzy drzewo. Za namową ks. Šuránka na miejscu wypadku postawiono krzyż przydrożny, następnie w 1971 zbudowano kamienną kapliczkę z płaskorzeźbą z brązu.

Jednak realizacja projektu kaplicy na szczycie po pełnym przejęciu władzy przez komunistów w przewrocie lutowym 1948 roku i ustąpieniu prezydenta Edvarda Beneša wskutek oporu totalitarnego reżimu stała się niemożliwa.

### Podania i legendy
Z górą związane są ludowe podania. Jedno mówi o martwym kogucie, który ożył i zapiał, aby Turcy opuścili kraj. Inne opowiada o zbójniku Jano Žuchli, który z zamku w Čachticach (słynącego z mieszkającej tam krwawej Elżbiety Batory) uprowadził piękną Aničkę i na Jaworzynie uczynił królową gór, obdarzając swym majątkiem.